# Château de Cadalen
Le château de Cadalen, aujourd'hui château de Madron, est un château situé à Cadalen, dans le Tarn (France). L'édifice actuel du XIXe siècle remplace un château fort du XIe siècle

## Historique

### Le château fort primitif

#### Moyen Age
Un château primitif existe à Cadalen dès le Moyen Age central. Il est mentionné pour la première fois en 1062, lorsque les seigneurs du village, Aimeric et Rigald, fils d'un certain Godanie, rendent hommage à l'évêque Frotaire II de Nîmes et au vicomte Raimond-Bernard Trencavel pour ce château,. C'est une forteresse sur une colline, renforcée de divers fossés et d'un pont-levis.
En 1081, les frères Bernard et Guillaume d'Aimeric (peut-être fils d'un des précédents seigneurs), sont nommés seigneurs de Cadalen. Les relations entre vicomtes Trencavel et seigneurs de Cadalen se perpétuent. Bernard-Rigald de Cadalen et Guinaguerre de Cadalen sont témoins d'hommages rendus aux vicomtes (respectivement en 1139 et 1158). En 1181, Wuilhermus de Cadalen combat avec Roger II Trencavel contre le comte Raymond V de Toulouse, dans un conflit lié à la Grande guerre méridionale,.
Après la croisade des albigeois, en 1249, Gérald Pierre de Cadalen rend hommage au nouveau comte de Toulouse, Alphonse de Poitiers, mais tient son fief du nouveau seigneur de Castres, Philippe II de Montfort. Ce dernier possède la plupart des droits féodaux sur la seigneurie, au détriment de Gérard Pierre. En 1265, le vicomte de Lautrec, Amalric Ier, en conflit avec Montfort l'aurait insulté alors qu'il se trouve dans le château de Cadalen. Par l'alliance de Laure de Montfort et de Bernard VII de Comminges, Cadalen et d'autres domaines environnants passent aux mains de Guy de Comminges, un de leurs fils, qui fait régner la terreur sur l'albigeois.

#### Guerres de Religion
En 1568, lors des guerres de Religion, le baron de Cadalen rejoint les huguenots. Il est dès lors en conflit régulier avec un membre de sa famille, le seigneur catholique de Gabriac, actuellement un lieu-dit de Cadalen, un important lieutenant du gouverneur de l'albigeois et capitaine de Gaillac nommé Maffre Jeanin. Gabriac tente ainsi d'assiéger le baron dans son château en 1576, siège brisé par les troupes protestantes de Castres. Le baron est néanmoins capturé quelque temps plus tard, et captif, il se suicide ou est assassiné. Dès lors, Maffre Jeanin contrôle la seigneurie de Cadalen, et même après sa mort le 5 juin 1589, son fils Pierre prend sa suite. Ce n'est qu'en 1595 que Cadalen se soumet au nouveau roi Henri IV.
Le château-fort de Cadalen n'est alors plus mentionné et a aujourd'hui disparu.

### Le château de Madron
Le château de Madron est construit au cours du XIXe siècle, comme en témoigne son architecture, de style Second Empire. Néanmoins, il est prend peut-être pour origine un édifice plus ancien.
Il tient son nom de la famille Durieu de Madron, qui l'a fait construire. Impliquée dans la vie publique de Cadalen au cours des XIXe et XXe siècles, elle faisait partie de la nouvelle bourgeoisie du Second Empire.

## Architecture
Le château de Madron est un simple corps de logis s'élevant sur trois étages. Sa façade principale s'étend sur sept travées, et est flanquée de deux tourelles en ses angles. Alors que l'édifice est couvert d'enduit, celles-ci sont en briques apparentes et dépassent quelque peu la toiture de tuiles du château. Leur propre toiture, en ardoise, est en poivrière. La travée centrale de la façade est en légère saillie, et est ornée par un fronton triangulaire.
Le château est devancé par une petite cour d'honneur, et fait face à une dépendance particulière, avec des colombages, des murs extérieurs ornés de coquilles Saint-Jacques en céramique, et percé d'un oculus sculpté. Le portail de la cour, en fer forgé, porte les initiales "DM" entrelacées de la famille Durieu de Madron.